# Le Pas du chat noir
Albums de Anouar Brahem
Charmediterranéen
(2002) Le Voyage de Sahar
(2006)
Le Pas du chat noir est le huitième album du musicien de jazz tunisien Anouar Brahem paru en 2002 sous le label ECM.
La musique de cet album cadre parfaitement avec le catalogue d'ECM. Brahem est un musicien contemplatif et la fusion avec le piano de François Couturier et l'accordéon de Jean-Louis Matinier convient parfaitement à son style.
Les thèmes Toi qui sais et Déjà la nuit ont été initialement composés pour la bande originale du film La Saison des hommes de Moufida Tlatli, Tunisienne comme lui.

## Titres
Toutes les compositions sont de la main d'Anouar Brahem.
1. Le Pas du chat noir - 7:51
2. De tout ton cœur - 7:38
3. Leila au pays du carrousel - 6:33
4. Pique-nique à Nagpur - 4:11
5. C'est ailleurs - 8:02
6. Toi qui sais - 5:56
7. L'Arbre qui voit - 6:07
8. Un point bleu - 1:44
9. Les Ailes du Bourak - 4:52
10. Rue du départ - 6:00
11. Leila au pays du carrousel, var. - 5:36
12. Déjà la nuit - 5:10

## Musiciens
- Anouar Brahem : oud
- François Couturier : piano
- Jean-Louis Matinier : accordéon